# アウトライン (リスト)
アウトラインとは、階層型アウトラインとも呼ばれ、階層構造を示すように並べたリストである。ツリー構造の一種。

## 概要
あるテーマについて、要点（文章）またはトピック（用語）を提示するために用いられる。アウトラインの各項目は、さらに細かい項目に分割することができる。アウトラインの階層を細分化する場合、細分化した下位階層に少なくとも2つの項目が存在することが推奨されている。文書の作成ツールとして、あるいは文書の内容や分野全体の知識の要約として使用することがある。一般的な文脈では「アウトライン」と呼ばれ、口頭または散文で示される主題の要約や概要とは異なる（例えば『世界史綱』は以下に紹介するアウトラインではない）。この記事で紹介するアウトラインはリストであり、いくつかの種類がある。
文章のアウトラインは、エッセイ、論文、書籍、百科事典などの文書を構成するためのツールである。これは、取り上げるべき事実やポイント、およびそれらの提示順序をセクションごとに整理するために用いる。トピック・アウトラインは、ある主題のサブトピックを階層ごとに並べたもので、文章構成の草案にも用いることが出来るが、目次や大学の講義のシラバスのリストのような形で、要約として使われることがほとんどである。
アウトラインは、インデックスの接頭辞があるかないかでさらに区別される。多くのアウトラインは、各項目の前に数字または英数字の接頭辞を付けて、各項目に対する通番の値を付与し、記載された項目を参照するようにしている。英数字のアウトラインでは、文字と数字を交互に使用して項目を識別する。10進数のアウトラインは、接頭辞として数字のみを使用する。接頭辞のないアウトラインは「"bare outline」と呼ばれる。
アウトラインの特殊な用途も存在する。リバースアウトラインは、既存の著作物から文章やトピックのリストを作成し、修正するためのツールである。これは、各項目の文書の文字数の差分を示すことで、文章の構成や流れを改善する際にその差分を補うように文章や項目の再配置を補助する。統合されたアウトラインは、学問的な作品を書くための構成ツールであり、執筆中に参照しやすいように、ソースやソースからの執筆者のメモがアウトラインに統合されている。
アウトラインを処理するために設計されたソフトウェアをアウトラインプロセッサと呼ぶ。